# Побєрежьє
Побєрежьє (рос. Побережье) — селище Багратіоновського району, Калінінградської області Росії. Входить до складу Долгоруковського сільського поселення.
Населення — 282 особи (2015 рік).